# PFC Nyva Ternópil
El Ternopilsky PFC Nyva (en ucraniano: Тернопільський Професійний Футбольний Клуб «Нива») es un equipo de fútbol de Ucrania que juega en la Primera liga de Ucrania (Segunda División).

## Historia
Fue fundado el 23 de julio de 1978 en poblado de Pidhaisti en el óblast de Ternopil' por un grupo de comunistas con el nombre Nyva Pidhaisti. En 1982 se mudan a la localidad de Berezhany y pasa a llamarse Nyva Berezhany y en 1985 se mudan a la ciudad de Ternopil y pasa a llamarse Nyva Ternopil.
El 23 de julio de 1978 el club juega su primer partido oficial por la copa de la región y llegó a participar en la Segunda Liga Soviética en algunas ocasiones, donde estuvieron los últimos seis años de existencia de la liga soviética.
En 1992 se convierte en uno de los equipos fundadores de la Liga Premier de Ucrania, en la que terminaron en cuarto lugar del grupo B en la temporada inaugural. El club participa en las primeras 9 ediciones oficiales de la liga hasta que desciende en la temporada 2000/01 luego de terminar en último lugar entre 14 equipos.
Posteriormente el club pasó jugando principalmente en la tercera división, con algunas apariciones en la segunda categoría hasta que en el año 2016 los directivos del club anuncian que la institución abandonaba el nivel profesional a causa de problemas financieros, pero meses después el club es refundado con su nombre actual en la liga regional de Ternopil.

## Palmarés
- Druha Liha: 1

2008/09
- Copa de Ucrania: 1

1980

## Jugadores

### Jugadores destacados
| - Konstantin Pavlyuchenko - Anton Shokh - Evgeny Yarovenko - Sergey Timofeev - Fanas Salimov - Tagir Fasakhov - Iurie Scala - Sergei Polstianov | - Yuriy Chystov - Ihor Pokydko - Petro Buts - Ihor Tsiselskyi - Yuriy Kulish - Valeriy Horoshynskyi - Vitaliy Rudnytskyi - Mykhaylo Demyanchuk |

## Entrenadores
| Periodo                            | Nombre                          |
| ---------------------------------- | ------------------------------- |
| 1978                               | Viktor Serebryanikov            |
| 1979–81                            | Mykhailo Dunets                 |
| 1982                               |                                 |
| 1983–86                            | Mykhailo Dunets                 |
| 1987                               |                                 |
| 1988                               | Viktor Polyanskyi               |
| 1989–90                            | Oleksandr Pavlenko              |
| 1991                               | / Mykhailo Dunets               |
| Marzo de 1992 – noviembre de 1992  | Leonid Koltun                   |
| Enero de 1993 – junio de 1994      | Leonid Buryak                   |
| Julio de 1994 – octubre de 1994    | Valeriy Dushkov                 |
| Octubre de 1994 – junio de 1998    | Ihor Yavorskyi                  |
| Junio de 1998                      | Leonid Ishchuk                  |
| Julio de 1998 – junio de 1999      | Ihor Yurchenko                  |
| Julio de 1999 – agosto de 2000     | Valeriy Bohuslavskyi            |
| Septiembre de 2000 – marzo de 2001 | Ihor Yavorskyi                  |
| Abril de 2001 – diciembre de 2001  | Ihor Biskup                     |
| Enero de 2002 – julio de 2002      | Valeriy Povstenko               |
| Julio de 2002 – junio de 2003      | Mykhailo Zavalnyuk              |
| Julio de 2003 – junio de 2004      | Leonid Ishchuk                  |
| Junio de 2004                      | Anatoliy Nazarenko              |
| Julio de 2004                      | Leonid Ishchuk                  |
| Agosto de 2004 – noviembre de 2004 | Eduard Yablonskyi               |
| Marzo de 2005 – junio de 2005      | Serhiy Shymanskyi               |
| Julio de 2005 – junio de 2006      | Iuriy Dubrovnyi                 |
| Julio 2006 – mayo de 2007          | Petro Chervin                   |
| Mayo de 2007 – junio de 2007       | Samir Hasanov (interino)        |
| Julio de 2007 – abril de 2008      | Yuriy Koval                     |
| Mayo de 2008 – diciembre de 2009   | Viktor Ryashko                  |
| Enero de 2010 – abril de 2010      | Ihor Biskup (interino)          |
| Abril de 2010 – mayo de 2010       | Eduard Pavlov                   |
| Junio de 2010 – marzo de 2011      | Serhiy Shymanskyi               |
| Marzo de 2011 – junio de 2011      | Ihor Biskup                     |
| Julio de 2011 – septiembre de 2011 | Petro Chervin                   |
| Septiembre de 2011 – mayo de 2012  | Bohdan Strontsitskyi (interino) |
| Junio de 2012 – marzo de 2014      | Ihor Yavorskyi                  |
| Marzo de 2014 – abril de 2015      | Bohdan Samardak (interino)      |
| Abril de 2015 – septiembre de 2015 | Roman Tolochko                  |
| Septiembre de 2015 – marzo de 2016 | / Petro Badlo (interino)        |
| Marzo de 2016 –                    | / Petro Badlo                   |